# Baruge Tengah
Baruge Tengah is een bestuurslaag in het regentschap Empat Lawang van de provincie Zuid-Sumatra, Indonesië. Baruge Tengah telt 549 inwoners (volkstelling 2010).